# Мельников, Аполос Алексеевич
Аполос Алексеевич Мельников (1914, Вологодская губерния — 1947, Ленинградская область) — помощник командира взвода 997-го стрелкового полка (263-я стрелковая дивизия, 43-я армия, 3-й Белорусский фронт), старшина. Полный кавалер Ордена Славы.

## Биография
Родился в крестьянской семье в деревне Погорелово Кадниковского уезда Вологодской губернии (в настоящее время Сокольский район Вологодской области). Окончил 4 класса школы. Работал в колхозе.
2 июня 1941 года Соломбальским райвоенкоматом Архангельской области был призван в ряды Красной армии. На фронтах Великой Отечественной войны с 22 июня 1941 года.
8 мая 1944 года сержант А. А. Мельников в боях на подступах к Севастополю вместе с подчиненными одним из первых ворвался в траншею противника, где гранатами и огнём из автоматов был уничтожен пулемёт и 18 солдат противника.
9 мая 1944 года, заменив выбывшего из строя командира взвода, поднял бойцов в атаку. Была захвачена траншея противника и уничтожено до 20 солдат противника. В уличных боях в Севастополе лично подорвал пулемёт с расчётом и способствовал захвату в плен 9-ти солдат. Приказом по 263-й стрелковой дивизии от 29 мая 1944 года был награждён орденом Славы 3-й степени.
В ходе боёв в Восточной Пруссии 23—24 января 1945 года близ города Лабиау (Полесск) старшина А. А. Мельников гранатой подавил пулемётную точку, спас жизнь командиру взвода. Приказом по 43-й стрелковой дивизии от 14 февраля 1945 года был награждён орденом Славы 2-й степени.
6 апреля 1945 года на подступах к городу Кёнигсберг со своим взводом одним из первых ворвался в город и в уличных боях уничтожил 8 солдат противника и 13 взял в плен.

7—8 апреля в уличных боях в Кёнигсберге, при выходе из строя командира взвода, принял командование взводом на себя и умелым обходом с фланга зашёл в тыл противника и уничтожил 15 солдат противника.

В ночь 8—9 апреля при отражении 4-х контратак противника умело организовал их отражение. Подпустив противника на близкое расстояние лично уничтожил 7-х автоматчиков. После отражения контратак со взводом продвинулся вперёд на 4 квартала.

14 апреля 1945 года в бою за населённый пункт Бэрвальде (Веселовка) первым в составе взвода ворвался в траншеи противника и уничтожил 4-х солдат противника. Указом Президиума Верховного Совета СССР от 29 июня 1945 года был награждён орденом Славы 1-й степени.
Демобилизован в ноябре 1945 года. Жил в деревне Симанково Волховского района Ленинградской области (в настоящее время в составе города Волхов).
Трагически погиб в 1947 году.